# Arcania
Arcania (Eigenschreibweise auch ArcaniA) ist ein Action-Rollenspiel. Es wurde unter dem Titel Arcania – Gothic 4 als vierter Teil der Gothic-Computerspieleserie veröffentlicht. Das Spiel wurde von Spellbound Entertainment entwickelt und vom österreichischen Publisher JoWooD vertrieben und ist somit nicht wie Teil 1 bis 3 von Piranha Bytes entwickelt worden. Die Veröffentlichung erfolgte am 12. Oktober 2010 für den PC. Für die Xbox 360 kam das Spiel am 15. Oktober 2010 auf den Markt. Eine Fassung für PlayStation 3 war für das erste Halbjahr 2011 geplant, wurde dann jedoch nach mehreren Verschiebungen erst am 28. Mai 2013 veröffentlicht. Das Spiel spielt acht Jahre nach dem Gothic-3-Add-on Götterdämmerung. Im Jahr 2011 erhielt Arcania mit Fall of Setarrif ein alleine lauffähiges Add-on, welches die Geschichte fortsetzt.

## Handlung
König Rhobar III., der zuvor namenlose Protagonist aus den bisherigen Teilen, hat das Festland unter sich vereint. Er möchte nun auch das restliche Königreich, die Insel Argaan, in sein Reich aufnehmen. Er und seine Flotte aus Kriegsschiffen und Soldaten reisen nach Argaan und nehmen die Hauptstadt Thorniara in Besitz. Der König scheint jedoch von etwas Bösem befallen zu sein und ist nicht mehr er selbst.
Der neue namenlose Held ist ein Schafhirte und wohnt auf der Insel Feshyr nahe Argaan. Er möchte seine schwangere Freundin Ivy heiraten und muss dazu einige Prüfungen überstehen. Nachdem dies geschafft ist, wird sein Dorf niedergebrannt und die Bewohner inklusive Ivy getötet. Der Held sieht noch ein Schiff mit dem Banner König Rhobars III. davonsegeln. Sein Ziel ist es nun, den König zu finden. Er erreicht schließlich das Festland, wo ihn Diego (ein Charakter aus den bisherigen Gothic-Teilen) darauf ansetzt, einen verschollenen Tempel mit einem göttlichen Amboss zu suchen. Auch die Paladine von König Rhobar III. seien auf der Suche nach diesem Tempel, um ihre Armee unaufhaltbar zu machen. Im Laufe des Spiels erkennt der Protagonist, dass der Standort des Tempels immer wichtiger wird.
Nachdem man den Amboss nach langer Suche gefunden hat, erfährt man, dass König Rhobar III. von einem Erzdämon, genauer gesagt dem „Schläfer“ Krushak, dem Endgegner aus Gothic, besessen ist und dieser die Seele des Königs verzehrt. In Thorniara erscheinen Untote und überrollen fast die gesamte Stadt. Nur der Königspalast, eine Bastion und der Marktplatz können gehalten werden. Sie werden von dem abtrünnigen Verbündeten des Königs Drurhang befehligt. Notgedrungen hilft man dem König und der Stadt und man erfährt, dass Drurhang, ohne den Befehl des Königs, Feshyr angegriffen hat. Dies hat ihm seine Meisterin Xesha, die Dienerin einer Unbekannten weiblichen Gottheit, aufgetragen. Nach einigen Hindernissen tötet man Drurhang und befreit die Stadt von den Untoten. Nun sucht der Protagonist das Amulett des Schläfers; er muss es in ein nahegelegenes Kloster bringen. Xesha greift dieses jedoch an. Er tötet daraufhin Xesha in den Katakomben des Klosters.
Die Endsequenz des Spiels startet. Man sieht, wie das Amulett in den Katakomben befestigt wird und die Feinde von König Rhobar III., Thorus, ein Zauberer, und die Nordland-Orks, daraufhin Krushak aus dem Körper des Königs ziehen und vor sich beschwören. Der König ist nun wieder er selbst.

## Spielwelt
Feshyr liegt westlich von Argaan. Im Gegensatz zu Argaan ist Feshyr sehr klein und dicht bewaldet.
Argaan ist die östlichste Insel des Königreichs Myrtana. Die Insel besteht aus mehreren großen Gebieten die nur über sehr enge Brücken, Schluchten oder Tunnel miteinander verbunden sind.
Das Stewarker Land befindet sich im Westen Argaans. Es ist in Nord- und Südstewark aufgeteilt. Im Süden befinden sich keine Städte, sondern nur eine Taverne, die gespaltene Jungfrau, und zwei Fischerhütten. Ackerbau wird in Südstewark nicht betrieben, obwohl es sehr fruchtbares Land ist. Dagegen wird in Nordstewark viel Ackerbau betrieben. In Nordstewark befindet sich die stark befestigte Stadt Stewark auf einem großen Felsen. In ihr residiert der Baron Stewarks. Stewark ist sehr verwinkelt und leicht zu verteidigen. Das Stewarker Land wird von aufgegebenen Minen durchzogen und besitzt keinerlei Maritime Einheiten.
Das Bluttal grenzt an das Stewarker Land, an Thorniara und die Region Silbersee. Es ist sehr dünn besiedelt und dicht bewaldet. Im Bluttal werden oft Konflikte auf blutige Weise – daher der Name – ausgetragen.
Die Silbersee Region grenzt an das Bluttal im Norden und an Tooshoo im Süden. Der Silbersee, der der Region ihren Namen verleiht, liegt in der Mitte der Region und damit in der Mitte Argaans. Die Region ist wirtschaftlich durch ihre reichen Jagdgründe bedeutend. Die Menschen besitzen eine kleine, aber stark befestigte Burg in der Region. Im Norden der Region befindet sich ein zerstörtes Lager der Waldläufer. Im Süden der Region hausen Orks in Höhlen. Sie leben mit den Menschen seit Jahren in Frieden zusammen und betreiben Fischfang und Jagd. Seit kurzem haben sie jedoch einen neuen Häuptling der Angriffe auf Menschen befiehlt.
Tooshoo grenzt im Norden an die Silberseeregion an. Im Osten befindet sich ein größeres Kloster. Tooshoo selbst ist ein großer Baum in der alle drei Magiergilden friedlich zusammenleben und forschen. Um den Baum geschlungen befindet sich das Dorf Schwarzwasser. Es entstand durch den Bedarf der Magier an Lebensmittel und anderen Gütern. Die Magier kümmern sich selbst allerdings wenig um das Dorf. Die Region Tooshoo ist stark von Sümpfen durchzogen. Im Süden befindet sich ein alter Tempel auf dem sich ein Wetterkontrollgerät befindet.
Thorniara ist die eine der beiden Hauptstädte Argaans. Es befindet sich im äußersten Norden und grenzt im Süden an das Bluttal. In der stark befestigten Stadt Thorniara residiert König Rhobar III. und erklärt Thorniara zur Hauptstadt Argaans. Thorniara gliedert sich in verschiedene Viertel. Um die Stadt befinden sich kleine Dörfer.
Setarrif ist die andere der beiden Hauptstädte Argaans. Es befindet sich im Osten Argaans. Hier residiert König Ethorn VI. Setarrif wird von den Truppen Rhobars III. belagert. Ethorn VI hat alle „nutzlosen Esser“ der Stadt verwiesen, sodass diese vor der Stadt kampieren. Man kann Setarrif nicht betreten.

## Spielmechanik
Das Fähigkeitensystem wurde im Vergleich zu den Vorgängern vereinfacht. Insgesamt existieren drei Zauber, die sich beispielsweise zu einem Flächenbrand ausweiten lassen können. Daneben existieren fünf Kampffertigkeiten. Kampf- und Magierfertigkeiten können, im Gegensatz zu den Vorgängern, nicht bei Lehrern erlernt oder verbessert werden, sondern lassen sich sofort über ein Menü aufstocken. Charakterattribute, etwa Lebensenergie, werden bei jedem Levelaufstieg automatisch erhöht. Weitere Erhöhungen sind nur über das Fähigkeiten-System möglich.
Die Fähigkeit Taschendiebstahl wurde entfernt und das Ausräumen fremder Kisten wird von NPCs nicht zur Kenntnis genommen. Schlösserknacken durch ein Mini-Spiel ersetzt. Schmieden und Alchemie existieren in vereinfachter Form. Um einen Alchemie-Gegenstand herzustellen, benötigt der Spieler das Rezept und die Zutaten und kann sie dann per Menü-Knopf herstellen. Ein Alchemielabor wird nicht mehr benötigt. Schwimmen ist im Gegensatz zu den Vorgängern ebenfalls nicht mehr möglich. Versucht man, in eine größere Wasserfläche zu laufen oder zu springen, wird der Spielcharakter blockiert bzw. getötet. Hat man in einem Areal alle Quests abgeschlossen, erscheinen, anders als in den Vorgängern, in diesem Gebiet keine weiteren Quests mehr.
Die Insel Argaan ist zu Anfang nicht komplett betretbar. Die einzelnen Gebiete sind über kleine Landbrücken verbunden. An jeder dieser Brücken befindet sich ein Hindernis, das der Spieler erst nach Erfüllung bestimmter Quests passieren kann. Auch wiederholen sich einige Gegner/Kreaturen, jedoch je nach Gebiet in einer stärkeren Form. Beispielsweise gibt es anfangs normale „Scavenger“, während man im Laufe des Spiels auch „urzeitlichen Scavengern“ begegnet, die wiederum mehr Schläge aushalten und dem Spieler mehr Schaden zufügen können.
Eine feste Klassenaufteilung in Bezug auf die Ausrüstung ist nicht vorhanden. Nach einem bestimmten Abschnitt kann sich der Spieler immer drei Rüstungen aussuchen (Kämpfer, Bogenschütze, Magier), wobei er jede Rüstung unabhängig von seinen Attributen aussuchen kann. Man könnte also als Nahkämpfer eine Magierrüstung tragen. Voraussetzungen für das Tragen von Waffen, Rüstungen und Schmuck entfallen ebenfalls. Des Weiteren bieten Händler später die gleichen Rüstungen ebenfalls an.
Es existieren 14 fest installierte Teleporter, mit denen man bereits besuchte Gebiete schneller betreten kann, wobei nur jeweils zwei Teleporter in einem Gebiet verfügbar sind und man sich nur zwischen diesen zweien teleportieren kann. Teleportieren in ein anderes Gebiet ist nur zwischen insgesamt zwei Teleporten, Thorniara und Xardas Turm, möglich.

## Entwicklung
Bereits im Vorfeld des Releases wurden „Geschichten aus der gespaltenen Jungfrau“ veröffentlicht. Diese erzählen die Hintergrundgeschichte des Spiels. Im Vorfeld konnten Fans weiterhin den Namen eines Lagers im Sumpf bestimmen. Es wurde schließlich Schwarzwasser getauft.
Für die Fokusgruppentests lud Publisher JoWooD absichtlich keine Fans der Gothic-Serie ein. Man wolle über den Tellerrand schauen und andere Zielgruppen befragen, so Reinhard „Megalomaniac“ Pollice, der damals Community-Manager bei JoWooD war.
Die Entwicklungskosten von Seiten JoWooDs beliefen sich vorläufig (Stand: 28. Juni 2010) auf rund sechs Millionen Euro. JoWooD plante vor der Insolvenz für das Jahr 2011 mehrere Add-ons für Arcania, von denen lediglich das erste mit dem Namen Arcania – Fall of Setarrif nach langer Verzögerung erschien. Es bietet 4–8 zusätzliche Spielstunden und erschien am 25. Oktober 2011.
Eine Fassung für PlayStation 3 war für das erste Halbjahr 2011 geplant, ist jedoch erst im Mai 2013 unter dem Titel Arcania – The Complete Tale erschienen und enthält neben dem Hauptspiel das Add-on Arcania – Fall of Setarrif.
2012 gab Piranha-Bytes-Geschäftsführer Michael Rüve an, dass das Studio die Erzählinhalte von Arcania, des Gothic-3-Add-ons Götterdämmerung und der Handy-Spielversion Gothic 3: The Beginning nicht zum offiziellen Kanon der Spielereihe zähle.

## Rezeption

### Rezensionen
Die Fachzeitschrift GameStar kritisierte, dass es „kein Gothic und kein gutes Spiel“ sei und eine „maue“ Handlung besäße. Ebenfalls bemängelt wurde die zwar schön gestaltete, aber sehr leere und leblose Spielwelt. Bei PC Games bemängelten die Kritiker z. B. die vereinfachte Charakterentwicklung, das schlecht durchdachte Inventar, den geringen Umfang und die eintönigen Quests. Auch die schlechte KI und Balancing-Probleme wurden kritisiert. Laut areagames.de existiere zwar eine „schöne, atmosphärische Rollenspielwelt“, diese liefe jedoch nur „ruckelfrei auf PC-Hardware aus dem Jahr 2020“. Die Handlung wurde als „belanglos“ bezeichnet. Gelobt wurde das „dynamische Kampfsystem“.
Kritikpunkte der Website gamona.de sind das „schmuckloses Dialogwerk aus der Retorte“ und die „kilometerweite Langeweile, deren größtes Highlight die Grafikqualität ihrer Landschaften ist“. Gelobt wurde vor allem die „ansehnliche Kulisse“. Die Tester der Computer Bild Spiele waren vor allem von der Grafik und der „Einsteigerfreundlichkeit“ beeindruckt. Negative Kritikpunkte seien die „altbackene Story“ und die „langweiligen Quests“.
Von der Website Videogameszone wurde an der Xbox-360-Version neben den bisher genannten Kritikpunkten auch die Grafik bemängelt, die auf der Konsole nicht mit der auf dem PC mithalten könne. Während von der Website Looki die optische Präsentation sowie die weitestgehende Abwesenheit von Bugs auf dem PC gelobt wurde, bemängelte die Seite vor allem die vermeintlich schlechte Grafik der Xbox-360-Fassung und die inhaltslose Spielwelt. Kritisiert wurden außerdem ein vereinfachtes Spielprinzip sowie fehlende Abwechslung und „langweilige“ Kämpfe. Die Website Spieletipps lobte das „flotte Kampfsystem“ und die „schöne Spielwelt“, kritisiert jedoch die „unlogischen Dialoge“, „langweiligen Quests“ und die „stark reduzierten Rollenspiel-Anteile“.
derStandard.at bezeichnete das Spiel im Jahr 2013 in einem Rückblick auf die Gothic-Serie als optisch prächtigen Neuanlauf. Kritisiert wird allerdings das Storytelling, welches sich insbesondere in der Einleitung des Spiels als erzählerischer Totalschaden entpuppe.
GameSpot kam zu dem Schluss, dass Arcania zu einem generischen Action-Rollenspiel „runtergedummt“ (“dumbed down”) worden sei, so dass es abgesehen vom Untertitel kein Gothic-Spiel mehr ist. Laut Game Informer habe das Spiel die Tiefe eines Planschbeckens im Gegensatz zu den großen Open-World-Rollenspiel-Epen für die die Serie zuvor bekannt war. Immerhin sei es aber nicht so Bug-verseucht, wie Gothic 3 zu Release. IGN wertet etwas positiver und nennt das Spiel ein Dungeon-Crawling-Erlebnis mit viel Loot, das die Fähigkeiten der Spieler nicht auf die Probe stelle. Die PC-Version sei der Konsolenportierung dabei zweifellos überlegen.

“It’s not going to please hardcore D&D purists or gamers looking for the next Elder Scrolls, but as a middle ground between deeper entries and linear adventures, Arcania: Gothic IV hits its stride.”

„Es wird weder Hardcore-D&D-Puristen noch Spieler, die nach dem nächsten Elder Scrolls suchen, zufriedenstellen, aber als Mittelweg zwischen tiefergehenden Titeln und linearen Abenteuern findet Arcania: Gothic IV seinen Rhythmus.“

### Auszeichnungen und Absatz
Arcania gewann beim Deutschen Entwicklerpreis 2010 die Kategorie „Publikumspreis: Bestes Konsolenspiel“.
Am Erscheinungstag wurde Arcania rund 28.000 Mal aktiviert. JoWooD-CEO Franz Rossler bezeichnet dies als einen Erfolg. In der ersten Woche soll sich das Spiel 27.000 Mal für PC und 3.600 Mal in der Xbox-360-Fassung verkauft haben. Reinhold Schor, Geschäftsführer der JoWooD Distribution GmbH, nannte dies einen großartigen Abverkauf ihres Triple-A-Produktes, welcher die Firma in ihrer Strategie bestärke.
Das deutsche Onlinemagazin 4Players wertete diese Verkaufszahlen weniger positiv. So könne nicht an den Erfolg des Vorgängers Gothic 3 angeknüpft werden, welcher nur für PC veröffentlicht wurde und sich in der ersten Woche 150.000 Mal verkaufte.
Auch andere Onlineportal berichteten im Januar 2011 nach Bekanntgabe von JoWooDs Insolvenz, dass die Verkaufszahlen von Arcania eher schlecht gewesen seien.

### Namensänderungen und Kontroverse
Aufgrund des Entwicklerwechsels zum Vorgänger Gothic 3 wurde der Titel des Spiels während und nach der Veröffentlichung mehrmals abgeändert. Noch als Gothic 4: Genesis angekündigt, wurde der Name zuerst auf Gothic 4: Arcania geändert. Später wurde die Namensänderung zu Arcania – A Gothic Tale angekündigt, wodurch unter Fans die Assoziation entstand, dass es sich dabei nicht um einen vollwertigen Nachfolger handle, der den Vorgängern gerecht werden könne. Erst sieben Monate vor Erscheinen des Spiels bestätigten Mitarbeiter des Publishers JoWooD die bis zum Release letzte Namensänderung zu Arcania – Gothic 4. Nachdem JoWooD insolvent gegangen und von Nordic Games übernommen worden war, gab schließlich ein Mitarbeiter, in Form eines Foreneintrags, bekannt, dass man das Spiel zukünftig nicht mehr mit dem Namenszusatz „Gothic 4“ vertreiben wolle.